# Furuhashi Tatsuya
Tatsuya Furuhashi (sinh ngày 7 tháng 11 năm 1980) là một cầu thủ bóng đá người Nhật Bản.

## Sự nghiệp câu lạc bộ
Tatsuya Furuhashi đã từng chơi cho Honda, Cerezo Osaka, Montedio Yamagata và Shonan Bellmare.